# Pierre Martin Ngô Đình Thục
Pierre Martin Ngô Đình Thục (Huế; 6 de octubre de 1897 - Carthage, Misuri; 13 de diciembre de 1984) fue un arzobispo católico vietnamita y hermano del presidente de Vietnam Jean Baptiste Ngô Đình Diệm.

## Biografía
En 1909 ingresó al seminario arquidiocesano de Huế, y luego continuó sus estudios eclesiásticos en Roma y en París. Ordenado presbítero el 20 de diciembre de 1925, se doctoró en teología, filosofía y derecho canónico.[cita requerida] En este mismo año regresó a Vietnam a enseñar como maestro en el seminario de Huế. El 4 de mayo de 1938 fue consagrado obispo por Antonin-Fernand Drapier.
En 1962 participó en el Concilio Vaticano II, lo que le salvó la vida, ya que en 1963 los militares Duong Van Minh y Tran Van Donel derrocaron a su hermano, el presidente de Vietnam Ngô Đình Diệm y lo masacraron junto a su familia, salvándose únicamente Thục, quien se encontraba en Roma por aquellos días. Al no poder regresar a su país se quedó a vivir en Toulon (Francia), en condiciones de extrema pobreza[cita requerida]. 
El 31 de diciembre de 1975 ordenó sacerdotes a Clemente Domínguez, Manuel Alonso Corral, Luis Henrique Moulins (francés), Francisco Coll, Pablo Gerardo Fox (ambos irlandeses) y Ricardo Subirón Ferrandis, a los que consagró obispos el 11 de enero de 1976 sin mandato pontificio, de modo que Thuc quedó excomulgado latae sententiae. Después se reconcilió con Pablo VI. Posteriormente, en 1982, consagró al sacerdote sedeprivacionista Michel-Louis Guérard des Lauriers, O.P., obispo en Múnich, Alemania, de nuevo sin mandato pontificio, por lo que volvió a quedar excomulgado automáticamente; allí Thục hizo su "Declaración de Múnich", en la que él mismo también se profesó sedevacantista.
Thục fue el fundamento de la forma más radicalizada del sedevacantismo, sustentada por aquellos grupos y personas que han rehusado reconocer la validez de los pontificados que siguieron al de Pío XII. De monseñor Thuc provienen las principales sociedades religiosas sedevacantistas, como la Congregación de María Reina Inmaculada, la Sociedad Sacerdotal Trento, Iglesia Cristiana Palmariana de los Carmelitas de la Santa Faz y  Pía Unión Sancti Pauli Apostoli entre otras.[cita requerida] Murió en Carthage, Misuri (Estados Unidos), a los 87 años de edad.
- Pablo de Rojas Sánchez-Franco (fundador de Pía Unión Sancti Pauli Apostoli)
  - Sacerdocio (2005):
    - Asegura haber sido ordenado presbítero en 2005 por el antiguo jesuita Derek Schell (consagrado obispo en el Palmar de Troya en 1976).

  - Obispo (2006):
    - Fue ordenado obispo/cardenal por el obispo/cardenal palmariano Ricardo Subirón Ferrandis este a su vez fue ordenado por Pierre Martin Ngô Đình Thục.
- Mark Pivarunas (Superior General de la Congregación de María Reina Inmaculada, desde 1995 - presente)
  - El 24 de septiembre de 1991 fue consagrado obispo por Moisés Carmona, un obispo sedevacantista perteneciente al linaje episcopal del vietnamita Pierre Martin Ngô Đình Thục.
- Moisés Carmona Rivera (Acapulco, 31 de octubre de 1912–1 de noviembre de 1991) fue un obispo sedevacantista mexicano. Fue uno de los obispos consagrados por el sedevacantista vietnamita Pierre Martin Ngô Đình Thục.[5][6][7]
  - En la década de 1970, tras la inconformidad del Concilio Vaticano II, formó junto con el Joaquín Sáenz y Arriaga y el Adolfo Zamora la Unión Católica Trento. [5]